# Riccardo Matteucci
Riccardo Matteucci (Milano, 11 maggio 1957) è un ex giocatore di baseball italiano.

## Carriera

### Club

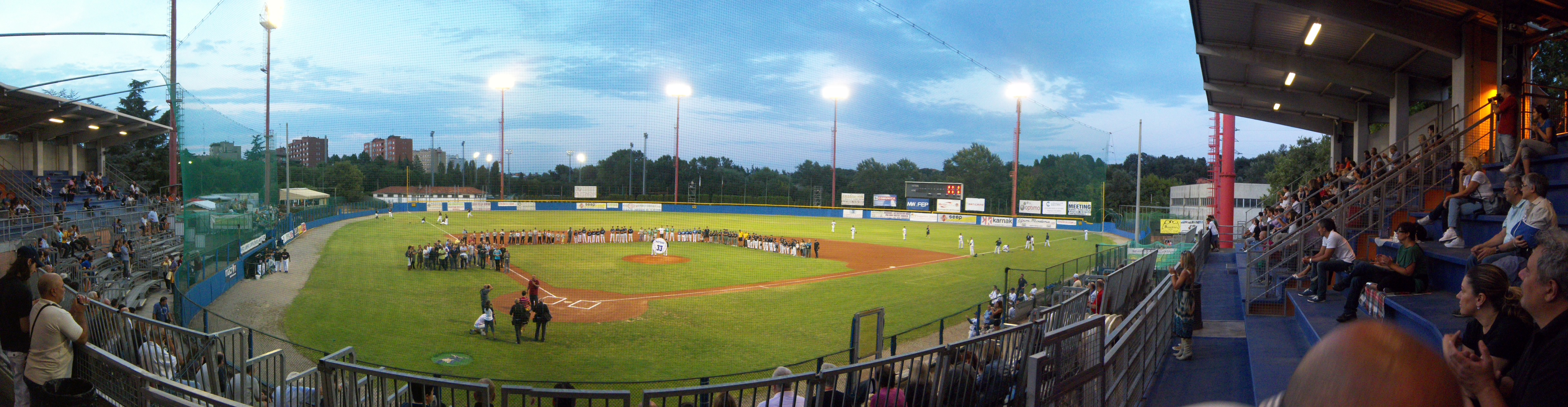
La cerimonia di ritiro del numero 33 di Matteucci

Crebbe nel settore giovanile delle Calze Verdi Casalecchio. Nel 1975 venne ingaggiato dalla Fortitudo Bologna, in virtù di una nuova regola che prevedeva di schierare giocatori al di sotto dei 18 anni. Cominciò come lanciatore, per poi giocare contemporaneamente anche come battitore. In seguito ricoprì altri ruoli difensivi, come prima base o esterno centro o destro, ma all’occorrenza era pronto a tornare sul monte di lancio.
Dopo una prima stagione terminata al terzo posto, arrivò uno scudetto nel 1978 e, soprattutto, un nuovo titolo nazionale nel 1984 cui seguì una Coppa dei Campioni nel 1985. Matteucci abbandonò il baseball di Serie A nel 1993 per continuare in campionati minori, ma tornò alla Fortitudo dal 1995 al 1996. Dopo altre stagioni in A2 tra San Marino e Castenaso, nel 2001 avvenne il ritorno alla squadra felsinea. Si ritirò definitivamente dal baseball nel 2003, ormai quarantaseienne, non prima di aver vinto con i biancoblù un terzo scudetto (titolo che mancava da quasi vent’anni).
Il 28 luglio 2011 è avvenuto il ritiro della sua maglia numero 33, il quarto nella storia del club.

### Nazionale
Le presenze nella nazionale italiana non sono state assidue a causa di impegni lavorativi.

## Statistiche
Sono diversi i numeri da record raggiunti da Matteucci: 1020 partite giocate con la Fortitudo, 1299 valide, 257 doppi con .334 di media alla battuta. Come lanciatore registra 50 partite vinte, 30 perse e 22 salvezze.

## Palmarès

### Club
- Campionati italiani: 3

Bologna: 1978, 1984, 2003
- Coppe Italia: 2

Bologna: 1982, 2003
- Coppa dei Campioni: 1

Bologna: 1985